# Харузин, Алексей Николаевич
Алексей Николаевич Харузин (29 февраля (12 марта) 1864 — 8 мая 1932) — русский этнограф и антрополог, государственный деятель. Бессарабский губернатор, сенатор.

## Биография
Происходил из богатого купеческого рода. Брат этнографов Михаила, Николая и Веры Харузиных.
В 1873—1883 годах учился в Ревельской гимназии. Окончил физико-математический факультет Московского университета (1889). Получил степень кандидата зоологии от Юрьевского университета.
По поручению Императорского общества любителей естествознания предпринял ряд поездок: в 1885 году — в Закавказье; в 1886 году — в Крым и на Эгейское море; в 1887 и 1888 годах — в киргизскую Букеевскую степь; в 1889 году — в Крым и в 1891 год — на Кавказ. По поручению Императорского русского географического общества посетил в 1899 году Боснию и Герцеговину. В 1889—1891 годах в качестве секретаря антропологического отдела Императорского общества любителей естествознания редактировал «Дневник Антропологического Отдела».
В 1891 году поступил на службу чиновником особых поручений при эстляндском губернаторе, затем был секретарем крестьянской комиссии, секретарем губернского статистического комитета и секретарем губернского по крестьянским делам присутствия. Редактировал «Временник Эстляндской губернии». В 1895 году перешел в Государственную канцелярию. В 1901 году собирал этнографический материал в словенских землях.
В 1902 году назначен управляющим канцелярией виленского генерал-губернатора.
Чины: камергер (1904), действительный статский советник (1909), в должности гофмейстера (1908), гофмейстер (1913).
В 1904—1908 годах занимал должность Бессарабского губернатора. 11 октября 1908 года назначен директором Департамента духовных дел иностранных исповеданий МВД, а в 1911 году — товарищем министра внутренних дел.
14 января 1913 года назначен сенатором с производством в тайные советники и определен к присутствию в 1-м Общем собрании Сената. В том же году был пожалован в гофмейстеры. Кроме того, состоял почетным мировым судьей Аккерманского уезда. Был избран почетным гражданином Кишинёва, Бендер, Бельц, Килии и Рени. В 1908 году центральная улица Бендер, бывшая Андреевская, была переименована в Харузинскую, каковой пробыла до 1918 года.
После революции 1917 года работал в Тверской губернии на Шатиловской опытной сельскохозяйственной станции, одним из организаторов которой он сам и был. В 1924 году возвратился в Москву, где устроился на работу в Сельскохозяйственный политехникум автором-преподавателем в садово-огородное отделение.
В 1927 году Алексей Николаевич был арестован ГПУ. Через некоторое время без предъявления обвинений отпущен. Работал консультантом в Сельхозгизе в Москве. 21 февраля 1931 года вторично арестован вместе с сыном Всеволодом по обвинению в антисоветской агитации. 3 апреля 1932 года постановлением Особого совещания при коллегии ОГПУ осуждён по статье 58-10 УК РСФСР к высылке на 3 года. Умер 8 мая 1932 года от сердечной недостаточности в больнице при Бутырской тюрьме.
М. М. Керимова и О. Б. Наумова пишут, что:
 Жена А. Н. Харузина во время его ареста представляла в ОГПУ документы, свидетельствующие, что он «строжайшими мерами не допустил еврейского погрома» во время своего губернаторства. Всеволод Харузин, мужественно защищавший своего отца на суде, сказал, что он гордится им, что все обвинения против отца специально подтасованы, что он был научным работником по призванию и занимался только наукой до последнего дня перед арестом.

После этого Всеволода Харузина признали «закоренелым контрреволюционером» и приговорили к 10 годам заключения в лагерях. В 1937 году он был расстрелян.

## Семья
Был женат на дочери контр-адмирала баронессе Наталии Васильевне фон-дер-Ховен (р. 1869). Их сыновья:
- Мстислав (1893—1920), поручик. В 1920 году, будучи сотрудником отдела пропаганды при русском посольстве в Константинополе, совершил убийство одного из лидеров Белого движения на Юге России генерал-лейтенанта Ивана Романовского.
- Олег (1899—1928), выпускник Тенишевского училища, орнитолог, учился в МГУ у С. И. Огнёва, окончил университет в 1925 году, умер в Москве, похоронен на Новодевичьем кладбище[3]. С. И. Огнёв после смерти ученика женился на его вдове Инне Евграфовне.
- Всеволод (1907—1937), в 1930-е годы был сотрудником московской французской газеты «Журналь де Моску». В 1935 году репрессирован, в 1937 году расстрелян[4].

## Награды
- Высочайшая благодарность (1901)
- Высочайшее благоволение (1903)
- Высочайшая благодарность (1905)
- Орден святого Владимира 4-й ст. (1907)
- Орден святого Станислава 1-й ст. (1912)
- медаль «В память царствования императора Александра III»
- медаль «В память коронации Императора Николая II»
- Медаль «В память 100-летия Отечественной войны 1812 г.»
- медаль «В память 300-летия царствования дома Романовых»

Иностранные:
- болгарский орден «За гражданские заслуги» 2-й ст. (1907)
- бухарский орден Золотой Звезды с алмазами (1910)